# Рашау-Маркерсбах
Рашау-Маркерсбах (нем. Raschau-Markersbach) — община в Германии, в земле Саксония, подчиняется дирекционному округу Хемниц, и входит в район Рудные Горы.
Население составляет 5217 человек (на 31 декабря 2013 года). Занимает площадь 39,52 км².

## История
Создана 1 января 2008 года объединением деревень Рашау и Маркерсбах.